# Taygetis weymeri
Espèce
Taygetis weymeri est une espèce de papillons de la famille des Nymphalidae, de la sous-famille des Satyrinae et du genre Taygetis.

## Dénomination
Taygetis weymeri a été décrit par Max Wilhelm Karl Draudt en 1912.
Il l'a nommé en l'honneur de l'entomologiste allemand Gustav Weymer.

### Nom vernaculaire
Taygetis weymeri se nomme Mexican Satyr en anglais.

## Description
Taygetis weymeri est un papillon au dessus de couleur ocre foncé dont les ailes postérieures sont dentelées. 
Le revers est beige irisé de rose nacré plus intense aux ailes postérieures, seules à présenter une ligne submarginale de discrets ocelles dont seul un proche de l'angle anal est noir.

## Écologie et distribution
Taygetis weymeri est présent au Mexique,.

### Protection
Pas de statut de protection particulier.